# Starbulls Rosenheim
Die Starbulls Rosenheim sind ein deutscher Eishockeyclub aus Rosenheim, Oberbayern. Juristisch gesehen beginnt die Geschichte des Starbulls Rosenheim e. V. mit der Vereinsgründung am 23. Mai 2000, sportlich ist sie jedoch älter, da sie untrennbar mit der Eishockeyabteilung des SB DJK Rosenheim und dem ehemaligen DEL-Team „Star Bulls Rosenheim“ verbunden ist.
Die größten Erfolge feierte der Sportbund in den 1980er Jahren, als der Verein dreimal die deutsche Meisterschaft gewann. Die Heimspiele finden im 5022 Zuschauer fassenden ROFA-Stadion in Rosenheim statt.

## Geschichte

### Nach dem Zweiten Weltkrieg bis 1960
Nach ersten Anfängen 1928 gab es in der oberbayerischen Stadt Rosenheim nach dem Zweiten Weltkrieg zunächst Eishockey beim ASV Rosenheim, beim EV Rosenheim Bayr. Meister 1951, der bis in die Eishockey-Bundesliga aufstieg, und beim TC 1880 Rosenheim.

### 1960 bis 1980: „Wilde Zeiten“ in den 1960ern und 1970ern
Mit dem Bau des neuen Freiluft Eisstadions 1961 bekam der EV Rosenheim eine dauerhafte Heimspielstätte, die regelmäßiges Training ermöglichte. Die Rosenheimer schafften drei Jahre später, in der Saison 1963/64, den Sprung in die damals zweitklassige Oberliga, in der sie 1970 Meister wurden. Im Jahr 1972 gelang der Aufstieg in die erste Bundesliga, dem zum Saisonende jedoch der direkte Abstieg folgte. Nachdem der Klub 1973 ein überdachtes Eisstadion erhalten hatte und in der Spielzeit 1974/75 wieder in die 1. Bundesliga zurückgekehrt war, folgten sportlich sowie wirtschaftlich weniger erfolgreiche Jahre. Es fehlte an Geld und wichtige Spieler verließen den EVR.
Ende der 1970er weigerten sich einige Spieler, das Eis zu betreten, um in der Kabine über ihr Gehalt und eventuelle Prämien zu verhandeln. Nachdem die Schulden immer größer wurden, trat der gesamte Vorstand zurück und der Fernsehkoch Max Inzinger übernahm den Posten. Im Sommer 1978 musste der EVR Insolvenz anmelden.

### 1980 bis 1994: Die großen Erfolge der 1980er
Nach dem Konkurs des EV Rosenheim wurde aus der Eishockeyabteilung des damaligen Landesligisten TC 1880 Rosenheim und den Mitgliedern des EV Rosenheim die Eishockeyabteilung beim Sportbund DJK Rosenheim. 

Logo SB Rosenheim

 Der neu gegründete Verein ersetzte den EV Rosenheim in der ersten Bundesliga. Nachdem der DJK in den ersten beiden Spielzeiten den Abstieg verhindern konnte, engagierte sich Josef März im Rosenheimer Eishockey. Der millionenschwere Rosenheimer Unternehmer und Freund von Ministerpräsident Franz Josef Strauß investierte sein Geld in die Mannschaft, was schließlich zu Erfolgen führte. In der Saison 1980/81 verpflichtete die Vereinsführung den bis dahin noch unbekannten Karl Friesen als Neuzugang. Der Klub erreichte daraufhin den sechsten Platz.
Ein Jahr danach wurde der Sportbund in der Vorrunde Tabellenfünfter und schafft in den anschließenden Play-offs den ersten Meistertitel der Vereinsgeschichte. In den Folgejahren wechselten Eishockeygrößen wie Ernst Höfner und Franz Reindl an die Mangfall, und der SBR spielte oben mit, jedoch gelingt die zweite Meisterschaft erst 1985. Die größten Konkurrenten der Rosenheimer waren in dieser Zeit der EV Landshut, die Düsseldorfer EG und der Kölner EC. In den folgenden Jahren gehörte Rosenheim zu den Spitzenklubs in Deutschland, in den Spielzeiten 1987/88, 1988/89, 1989/90 und 1991/92 erreichte man die Finalrunde der Play-offs. In der Spielzeit 1988/89 erreichte man die Meisterschaft und besiegte dort die Düsseldorfer EG mit 3:1 Spielen.
Dies war der dritte und bislang letzte deutsche Meistertitel.
Einige Jahre später endete die sportlich erfolgreiche Zeit des Sportbundes. Nach dem Tod von Club-Mäzen Josef März wurde der Verein zum politischen Spielball zwischen der Stadt Rosenheim und den März-Nachkommen. Diese sicherten ihre weitere Unterstützung nur zu, wenn ein neues Eisstadion mit zweiter Eisfläche gebaut würde, wie es nach dem dritten Meistertitel von der Stadt versprochen worden war. Von 1989 bis 1992 wurde eine öffentliche Diskussion um einen Neu- oder Ausbau des Rosenheimer Eisstadions geführt, angetrieben auch durch die Vergabe der Eishockey-Weltmeisterschaft 1993 nach Deutschland und der avisierten Möglichkeit, Spiele in Rosenheim auszutragen und Zuschüsse für das Bauvorhaben zu erhalten. Im Gespräch waren ein Neubau mit bis zu 10.000 Plätzen oder eine Sanierung des bestehenden Stadions, die Einrichtung einer zweiten Eisfläche sowie die Einrichtung eines „Bundesstützpunkts“ neben dem Stadion. Ende 1991 war noch ein Ausbau auf 8.600 Plätze im Gespräch, mit dem sich weiterhin die Hoffnung auf eine Nominierung als WM-Ausrichter 1993 verband. Anfang 1992 scheiterte auch dieses Vorhaben. In der Folge kündigte der SBR seinen Rückzug aus der Bundesliga an, nachdem diverse Rettungsversuche gescheitert waren – auf dem Höhepunkt dieser Auseinandersetzung hatte sogar eine Unterstützung durch den berühmten Sohn der Stadt Siegfried Fischbacher und eine Umbenennung in „SB White Tigers Rosenheim“ zur Debatte gestanden.

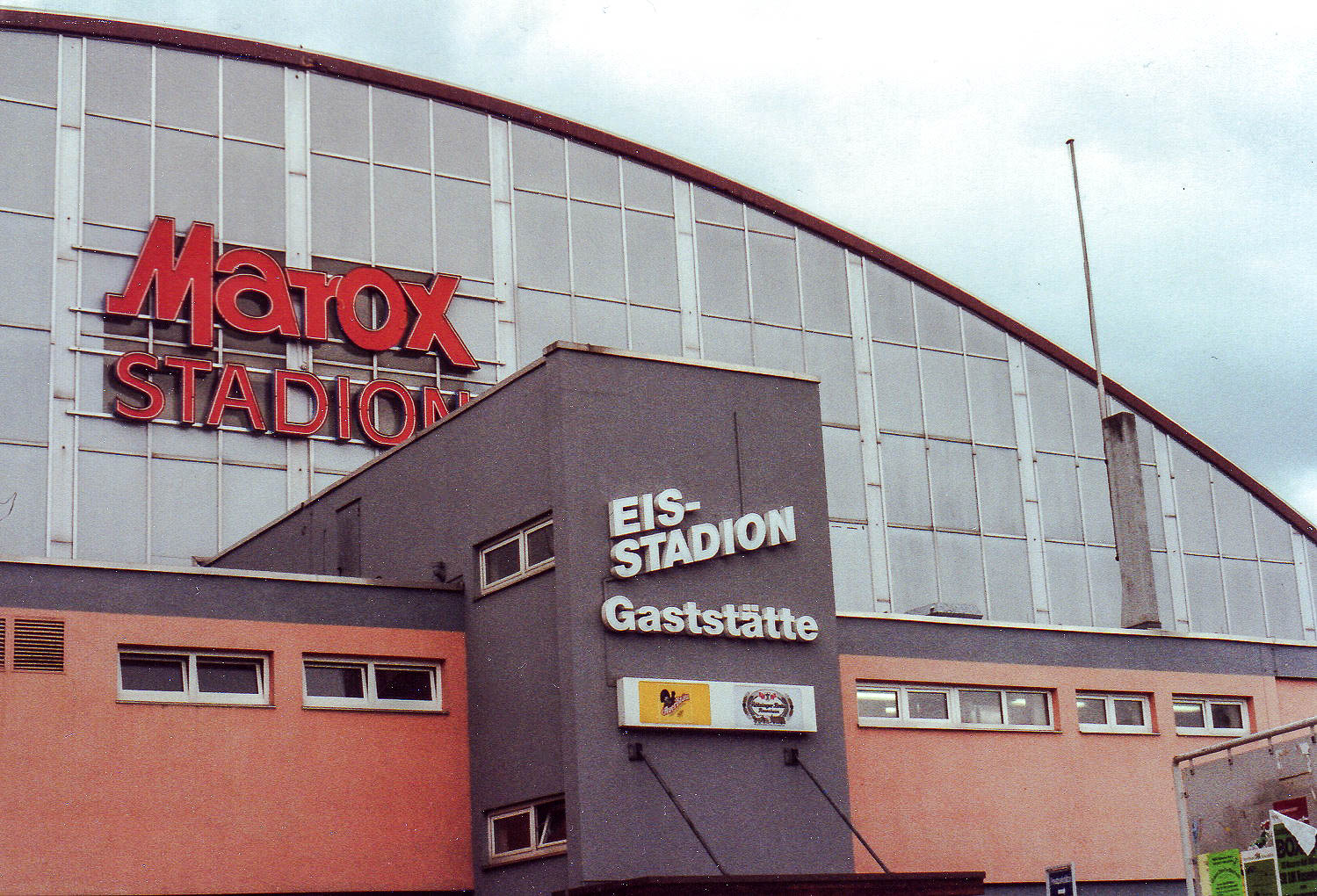
Eisstadion (1992)

Nach der Finalniederlage 1992 gegen Düsseldorf wurde der Klub in die zweite Bundesliga eingeteilt. Obwohl der Kader auf die drittklassige Oberliga ausgerichtet war, schaffte es der Verein unter Trainer Ernst Höfner, direkt in die erste Bundesliga zurückzukehren. Als das März-Imperium schließlich in sich zusammenbrach, weil es sich beim Ankauf vieler Brauereien übernommen hatte und der Fleischhandel mit dem Osten nach der deutschen Einheit nicht mehr subventioniert wurde, konnte auch der SBR seine Mannschaft nicht mehr in den bisherigen Größenordnungen finanzieren.

### 1994 bis 2000: Die Zeit in der DEL
Nach dem sofortigen Wiederaufstieg in die erste Bundesliga wurde die höchste Spielklasse in die Deutsche Eishockey Liga umgewandelt und wie bei fast allen Teams wurde auch in Rosenheim die Profimannschaft in eine Gesellschaft mit beschränkter Haftung ausgelagert. Nach mehreren Jahren in der DEL, deren Höhepunkt die Saison 1996/97 darstellte, als die Star Bulls in einem spannungsgeladenen Spiel gegen den EV Landshut den Einzug in die Playoffs sicherte, kehrten die Finanzprobleme wieder.
Erst eine Rettungsaktion der Fans und der Stadt machte ein Verbleiben in der DEL möglich. Jedoch hatten zu dem Zeitpunkt schon zu viele Leistungsträger den Klub verlassen, sodass dieser mit sechs Siegen und drei Unentschieden aus 44 Spielen Letzter der Hauptrunde wurde. Zum Ende der Spielzeit 1999/00 zogen sich die Star Bulls Rosenheim vom Spielbetrieb zurück. Die Star Bulls GmbH wird mit der DEL-Lizenz nach Iserlohn verkauft – die Geburtsstunde der Iserlohn Roosters.

### 2000 bis 2013: Der Neuanfang
Nachdem zunächst die Eishockeyabteilung des Sportbund DJK Rosenheim aufgelöst worden war und dann erst der Verein Starbulls Rosenheim e. V. neugegründet wurde, musste der Seniorenspielbetrieb in der untersten bayerischen Liga – der Bezirksliga Bayern – wieder von vorne begonnen werden. Im Gleichschritt mit dem EV Landsberg 2000 gelang der Durchmarsch von der Bezirks- in die Bayernliga, wo der Verein zwei Spielzeiten verbrachte und in der Saison 2003/04 den Aufstieg in die drittklassige Oberliga schaffte.
In der ersten Oberliga-Saison 2004/05 zogen die Starbulls als Aufsteiger in die Play-offs ein und verloren in der ersten Runde gegen den EHC München. Ein Jahr später qualifizierten sich die Rosenheimer erneut für die Play-offs und erreichten das Playoff-Viertelfinale, wo sie gegen den Rivalen aus Landsberg ausschieden.
Nachdem die Starbulls in der Hauptrunde der Saison 2009/10 den fünften Platz belegt hatten, gelang ihnen nach Erfolgen im Viertelfinal-Play-off gegen die Roten Teufel Bad Nauheim sowie im Halbfinale gegen den Hauptrundenersten Herner EV und ohne Niederlage im Finale gegen den EC Peiting die Meisterschaft und damit der sportliche Aufstieg in die 2. Eishockey-Bundesliga.
Am 11. Januar 2011 gelang den Rosenheimern der erste Pokalerfolg. Mit einem 3:2-Erfolg über die Ravensburg Towerstars setzten sich die Starbulls im Finale des DEB-Pokals 2010/11 durch. Die Starbulls schlossen als Aufsteiger die Saison 2010/11 mit dem Erreichen des Halbfinales erfolgreich ab, verloren hier allerdings mit 1:4 in der Serie gegen den späteren Meister Ravensburg Towerstars. In der Saison 2011/12 gelang schließlich das Erreichen des Finales gegen die Landshut Cannibals, welches nach zwischenzeitlicher 2:1-Führung noch 2:4 verloren ging. Die Saison 2012/13 verlief ähnlich erfolgreich wie die Saisonen in den Vorjahren. Die Mannschaft erreichte wieder souverän die Playoff-Runde und schlug in einer spannenden Serie den Erzrivalen Landshut Cannibals im Playoff-Viertelfinale mit 4:2 Siegen. Im Halbfinale war jedoch Schluss für die Starbulls und man musste sich den Bietigheim Steelers, welche später das Finale gegen die SERC Wild Wings für sich entschieden, knapp mit 3:4 Siegen geschlagen geben.

### Seit 2013: Eine neue Liga geht an den Start. Die DEL2
Am 13. September 2013 starteten die Starbulls Rosenheim mit elf weiteren Mannschaften in die erste Saison der DEL2. Die Saison 2016/2017 endete für die Starbulls mit dem Abstieg in die drittklassige Oberliga, nachdem sie in den DEL2-Playdowns den Eispiraten Crimmitschau unterlagen. Erst 2023 schafften die Starbulls als Oberliga-Meister den Wiederaufstieg in die DEL2.

### Erfolge
- Deutscher Meister  1982, 1985, 1989
- 3. Platz Europapokal 1986
- Deutscher Vizemeister  1988, 1990, 1992
- Bundesliga Hauptrundensieger 1985, 1987,  1988
- Deutsche Meisterschaft 3. Platz 1983, 1986, 1991
- Deutscher Zweitliga-Meister 1951, 1970, 1975, 1993
- Deutscher Zweitliga-Vizemeister 1954, 1972, 2012
- DEB-Pokalsieger  2011
- Deutscher Pokalfinalist 1984, 2011, 2013
- Deutscher Oberliga-Meister 2010, 2023
- Deutscher Gruppenliga-Meister (3. Liga) 1965
- Deutscher Gruppenliga-Vizemeister (3. Liga) 1964
- Meister Gruppenliga Süd (3. Liga) 1963, 1965
- Deutscher Oberliga-Vizemeister Süd 2009, 2018, 2023
- Aufstieg in die Oberliga (1. Liga) 1951
- Bayerischer Meister (2. Liga) 1951, 1954
- Aufstieg in die Bayerische Landesliga 2. Liga 1949
- Bayerischer Kreisliga-Meister (3. Liga) 1949
- Bayerischer Meister (4. Liga) 1962, 2004
- Meister Regionalliga Bayern Ost 2003
- Bayerischer Landesliga-Rekordmeister (3)
- Meister Bayerische Landesliga Süd 2002
- Meister Bayerische Bezirksliga Süd 2001

### Platzierungen
| Saison      | Liga          | Klasse | Gruppe   | Platzierung | PO    | PD | Endplatzierung                | Zuschauerschnitt |
| ----------- | ------------- | ------ | -------- | ----------- | ----- | -- | ----------------------------- | ---------------- |
| 1948/49     | Kreisliga     | I I I  |          | 1. Platz    |       |    | Meister ↑                     |                  |
| 1950/51     | Landesliga    | I I    | Süd      | Meister     | BLL   |    | Meister ↑                     |                  |
| 1951/52     | Oberliga      | I      | Süd      | 4. Platz    |       | OL | Klassenerhalt                 |                  |
| 1952/53     | Oberliga      | I      |          |             |       |    | 8. Platz ↓                    |                  |
| 1953/54     | Landesliga    | I I    | Süd      | Meister     | BLL   |    | Meister                       |                  |
| 54/55-57/58 | Landesliga    | I I    |          | BLL         |       |    |                               |                  |
| 58/59-60/61 | Landesliga    | I I I  |          | BLL         |       |    |                               |                  |
| 1961/62     | Landesliga    | I V    | Süd      | Meister     | BLL   |    | Meister ↑                     |                  |
| 1962/63     | Gruppenliga   | I I I  | Süd      | Meister     | GL    |    | 4. Platz                      |                  |
| 1963/64     | Gruppenliga   | I I I  | Süd      | Vizemeister | GL    |    | Vizemeister                   |                  |
| 1964/65     | Gruppenliga   | I I I  | Süd      | Meister     | GL    |    | Meister ↑                     |                  |
| 1965/66     | Oberliga      | I I    |          |             |       |    | 10. Platz                     |                  |
| 1966/67     | Oberliga      | I I    | Süd      | 7. Platz    |       | OL | 4. Platz                      |                  |
| 1967/68     | Oberliga      | I I    | Süd      | 4. Platz    | BL    |    | 5. Platz                      |                  |
| 1968/69     | Oberliga      | I I    | Süd      | 3. Platz    | BL    |    | 5. Platz                      |                  |
| 1969/70     | Oberliga      | I I    |          | Meister     | BL    |    | 4. Platz                      |                  |
| 1970/71     | Oberliga      | I I    |          |             |       |    | 4. Platz                      |                  |
| 1971/72     | Oberliga      | I I    |          |             |       |    | Vizemeister ↑                 |                  |
| 1972/73     | Bundesliga    | I      |          |             |       |    | 11. Platz ↓                   |                  |
| 1973/74     | 2. Bundesliga | I I    |          |             |       |    | 4. Platz                      |                  |
| 1974/75     | 2. Bundesliga | I I    |          | Meister     |       |    | ↑                             |                  |
| 1975/76     | Bundesliga    | I      |          |             |       |    | 8. Platz                      |                  |
| 1976/77     | Bundesliga    | I      |          | 9. Platz    |       | X  | 3. Platz                      |                  |
| 1977/78     | Bundesliga    | I      |          | 9. Platz    |       | X  | 3. Platz                      |                  |
| 1978/79     | Bundesliga    | I      |          | 7. Platz    |       | X  | 2. Platz                      |                  |
| 1979/80     | Bundesliga    | I      |          | 12. Platz   | 1.990 | X  | 2. Platz                      |                  |
| 1980/81     | Bundesliga    | I      |          | 6. Platz    | X     |    | Halbfinale                    | 3.960            |
| 1981/82     | Bundesliga    | I      |          | 5. Platz    | X     |    | Deutscher Meister             | 3.950            |
| 1982/83     | Bundesliga    | I      |          | 3. Platz    | X     |    | Halbfinale                    | 4.650            |
| 1983/84     | Bundesliga    | I      |          | 4. Platz    | X     |    | 5. Platz                      | 3.920            |
| 1984/85     | Bundesliga    | I      |          | 1. Platz    | X     |    | Deutscher Meister             | 4.860            |
| 1985/86     | Bundesliga    | I      |          | 3. Platz    | X     |    | 3. Platz                      | 3.990            |
| 1986/87     | Bundesliga    | I      |          | 1. Platz    | X     |    | 4. Platz                      | 4.290            |
| 1987/88     | Bundesliga    | I      |          | 1. Platz    | X     |    | Deutscher Vizemeister         | 4.980            |
| 1988/89     | Bundesliga    | I      |          | 2. Platz    | X     |    | Deutscher Meister             | 4.950            |
| 1989/90     | Bundesliga    | I      |          | 3. Platz    | X     |    | Deutscher Vizemeister         | 5.590            |
| 1990/91     | Bundesliga    | I      |          | 3. Platz    | X     |    | 3. Platz                      | 5.910            |
| 1991/92     | Bundesliga    | I      |          | 2. Platz    | X     |    | D-Vizemeister ↓               | 5.880            |
| 1992/93     | 2. Bundesliga | I I    |          | 2. Platz    | X     |    | Meister ↑                     | 5.364            |
| 1993/94     | Bundesliga    | I      |          | 9. Platz    |       | X  | 1. Runde                      | 4.900            |
| 1994/95     | DEL           | I      |          | 8. Platz    | X     |    | Viertelfinale                 | 3.866            |
| 1995/96     | DEL           | I      |          | 13. Platz   | X     |    | Achtelfinale                  | 2,639            |
| 1996/97     | DEL           | I      |          | 6. Platz    | X     |    | Viertelfinale                 | 3.333            |
| 1997/98     | DEL           | I      |          | 15. Platz   |       | X  | 9. Platz                      | 2.095            |
| 1998/99     | DEL           | I      |          |             |       |    | 12. Platz                     | 2.692            |
| 1999/2000   | DEL           | I      |          | 12. Platz   |       | X  | 4. Platz ↓                    | 2.585            |
| 2000/01     | BBzL          | V I I  | Süd      | Meister     | BBzL  |    | Vizemeister ↑                 | 1.623            |
| 2001/02     | BLL           | V I    | Süd      | Meister     | BLL   |    | Vizemeister ↑                 | 1.234            |
| 2002/03     | Regionalliga  | I V    | BYL/Ost  | Meister     | BYL   |    | 3. Platz                      | 1.575            |
| 2003/04     | Regionalliga  | I V    | BYL      | 1. Platz    | BYL   |    | Bayr. Meister ↑               | 1.264            |
| 2004/05     | Oberliga      | I I I  | Süd/West | 3. Platz    | OL    |    | Halbfinale                    | 1.999            |
| 2005/06     | Oberliga      | I I I  |          | 5. Platz    | X     |    | Halbfinale                    | 1.814            |
| 2006/07     | Oberliga      | I I I  |          | 11. Platz   | X     |    | Sieger DEB-Pokalqualifikation | 1.606            |
| 2007/08     | Oberliga      | I I I  | Süd      | 7. Platz    |       | X  | 1. Runde                      | 1.704            |
| 2008/09     | Oberliga      | I I I  | Süd      | Vizemeister | OL    |    | Halbfinale                    | 2.214            |
| 2009/10     | Oberliga      | I I I  |          | 5. Platz    | OL    |    | Meister ↑                     | 2.323            |
| 2010/11     | 2. Bundesliga | I I    |          | 7. Platz    | X     |    | Halbfinale                    | 2.809            |
| 2011/12     | 2. Bundesliga | I I    |          | 4. Platz    | X     |    | Vizemeister                   | 3.103            |
| 2012/13     | 2. Bundesliga | I I    |          | 6. Platz    | X     |    | Halbfinale                    | 2.466            |
| 2013/14     | DEL2          | I I    |          | 2. Platz    | X     |    | Halbfinale                    | 2.518            |
| 2014/15     | DEL2          | I I    |          | 8. Platz    | X     |    | Viertelfinale                 | 2.340            |
| 2015/16     | DEL2          | I I    |          | 8. Platz    | X     |    | Viertelfinale                 | 2.648            |
| 2016/17     | DEL2          | I I    |          | 12. Platz   |       | X  | 2. Runde ↓                    | 2.314            |
| 2017/18     | Oberliga      | I I I  | Süd      | Vizemeister | X     |    | Viertelfinale                 | 2.633            |
| 2018/19     | Oberliga      | I I I  | Süd      | 4. Platz    | X     |    | Viertelfinale                 | 2.389            |
| 2019/20     | Oberliga      | I I I  | Süd      | 5. Platz    | X     |    | –                             | 2.220            |
| 2020/21     | Oberliga      | I I I  | Süd      | 3. Platz    | X     |    | Halbfinale                    | –                |
| 2021/22     | Oberliga      | I I I  | Süd      | 3. Platz    | X     |    | Viertelfinale                 | 1.033            |
| 2022/23     | Oberliga      | I I I  | Süd      | Vizemeister | X     |    | Meister ↑                     | 3.155            |
| 2023/24     | DEL2          | I I    |          | 11. Platz   |       | X  | 1. Runde                      | 4.008            |
| 2024/25     | DEL2          | I I    |          | 5. Platz    | X     |    | Viertelfinale                 | 4.018            |

- Quelle: eishockey-online.com[9]

## Mannschaft

### Kader der Saison 2025/26
Stand: 25. Juni 2025
| Nr. | Nat.               | Spieler              | Pos. | Geburtsdatum       | im Team seit | Geburtsort                                |
| --- | ------------------ | -------------------- | ---- | ------------------ | ------------ | ----------------------------------------- |
| 35  | Finnland           | Oskar Autio          | G    | 6. Oktober 1999    | 2024         | Espoo, Finnland                           |
| 67  | Deutschland        | Christopher Kolarz   | G    | 13. April 2001     | 2025         | Bad Aibling, Deutschland                  |
| 32  | Deutschland        | Anton Röckl          | G    | 8. Mai 2008        | 2021         | München, Deutschland                      |
| 48  | Deutschland        | Maximilian Adam      | D    | 22. Februar 1998   | 2025         | Görlitz, Deutschland                      |
| 50  | Deutschland        | Tobias Beck          | D    | 21. September 2002 | 2024         | Prien am Chiemsee, Deutschland            |
| 26  | Deutschland        | Lars Bosecker        | D    | 18. September 2005 | 2025         | Prien am Chiemsee, Deutschland            |
| 60  | Kanada             | Shane Hanna          | D    | 2. Mai 1994        | 2023         | New Westminster, British Columbia, Kanada |
| 28  | Deutschland        | Dominik Kolb         | D    | 30. September 1996 | 2020         | München, Deutschland                      |
| 6   |                    | Dylan Plouffe        | D    | 27. April 1999     | 2025         | Sherwood Park, Alberta, Kanada            |
| 14  | Deutschland        | Dominik Tiffels      | D    | 20. Februar 1994   | 2024         | Köln, Deutschland                         |
| 98  | Deutschland        | Maximilian Vollmayer | D    | 29. Oktober 1995   | 2014         | Ebersberg, Deutschland                    |
| 19  | Deutschland        | Johannes Achatz      | F    | 24. Juli 2006      | 2020         | Traunstein, Deutschland                   |
| 93  | Deutschland        | Luigi Calce          | F    | 30. Dezember 2003  | 2025         | Dresden, Deutschland                      |
| 87  | Deutschland        | Fabian Dietz         | F    | 29. November 1998  | 2025         | Weilheim in Oberbayern, Deutschland       |
| 71  |                    | Scott Feser          | LW   | 1. Mai 1995        | 2025         | Red Deer, Alberta, Kanada                 |
| 21  |                    | Ville Järveläinen    | RW   | 24. Februar 1993   | 2024         | Hämeenlinna, Finnland                     |
| 8   | Deutschland        | Lukas Laub           | LW   | 29. Mai 1994       | 2022         | Rosenheim, Deutschland                    |
| 10  | Deutschland        | Michael Musin        | F    | 10. Dezember 2006  | 2020         | Rosenheim, Deutschland                    |
| 57  | Kanada             | Charlie Sarault – A  | C    | 20. Februar 1992   | 2024         | Fournier, Ontario, Kanada                 |
| 4   | Deutschland        | Jannick Stein        | F    | 1. Januar 2005     | 2019         | Berlin, Deutschland                       |
| 12  | Vereinigte Staaten | C. J. Stretch – C    | C    | 3. August 1989     | 2023         | Irvine, Kalifornien, USA                  |
| 63  |                    | Jordan Taupert       | RW   | 24. April 1998     | 2025         | Medicine Hat, Alberta, Kanada             |
| 37  |                    | Lewis Zerter-Gossage | RW   | 23. Mai 1995       | 2025         | Montréal, Québec, Kanada                  |
| 18  | Deutschland        | Sebastian Zwickl     | F    | 27. März 2007      | 2016         | Rosenheim, Deutschland                    |

Trainerstab
| Tätigkeit  | Nat.                 | Name          | Geburtsdatum      | im Team seit | Geburtsort                    |
| ---------- | -------------------- | ------------- | ----------------- | ------------ | ----------------------------- |
| Trainer    | Finnland Deutschland | Jari Pasanen  | 19. August 1964   | 2022         | Imatra, Finnland              |
| Co-Trainer | Kanada Deutschland   | Jamie Bartman | 11. November 1962 | 2022         | Medicine Hat, Alberta, Kanada |

### Bedeutende frühere Mannschaften

#### Deutscher Meister 1982
| Position      | Name (Rückennummer) |
| ------------- | --- |
| Tor:          | Karl Friesen (27), Karl Huber (1) |
| Verteidigung: | Oldřich Machač (4), Peter Scharf (8), Jamie Masters (26), Horst-Peter Kretschmer (15), Paul Sommer (23), Anton Maidl (9) |
| Sturm:        | Hans Zach (7), Markus Berwanger (20), Gerd Baldauf (11), Wolfgang Hellwig (13), Jürgen Lechl (17), Ernst Adlmaier (16), Christian Kokoschka (18), Miroslav Slezak (12), Hans Meister (22), Peter Stankovic (10), Franz Kummer (5), Walter Kirchmaier (17), Vladimír Vacátko (20) |
| Trainer:      | Pavel Wohl |

#### Deutscher Meister 1985
| Position      | Name (Rückennummer) |
| ------------- | --- |
| Tor:          | Karl Friesen (27), Karl Huber (25) |
| Verteidigung: | Rainer Blum (2), Peter Scharf (8), Anton Maidl (9), Roman Rybin (11), Sepp Klaus (24), Jamie Masters (26), Horst-Peter Kretschmer (15) |
| Sturm:        | Raimond Hilger (3), Franz Reindl (10), Ernst Höfner (29), Ralf Schlosser (6), Robin Laycock (14), Manfred Ahne (17), Jochen Mörz (19), Markus Berwanger (20), Axel Kammerer (21), Georg Franz (22), Franz-Xaver Ibelherr (23), Michael Betz (28) |
| Trainer:      | Pavel Wohl |

#### Deutscher Meister 1989
| Position      | Name (Rückennummer) |
| ------------- | --- |
| Tor:          | Karl Friesen (27), Bernd Zimmer (30) |
| Verteidigung: | Rainer Blum (2), Helmut Elters, Heinrich Schiffl (19), Anton Maidl (9), Horst-Peter Kretschmer (15), Joachim Reil (18), Rainer Lutz (21), Ron Fischer (23)                                                                                 |
| Sturm:        | Michael Pohl (7), Reemt Pyka (8), Gordon Sherven (10), Robert Eylert, Manfred Ahne (17), Markus Berwanger (20), Georg Franz (22), Jaroslav Pouzar (24), Raimund Hilger (25), Jürgen Trattner (26), Ernst Höfner (14), Wolfgang Kummer (28) |
| Trainer:      | Ján Starší |

#### DEB-Pokalsieger 2011
| Position      | Name (Rückennummer) |
| ------------- | --- |
| Tor:          | Norm Maracle (34), Timon Ewert (90), Marek Mastič |
| Verteidigung: | Andreas Paderhuber (7), Timothy Kunes (10), Dominic Auger (12), Max Renner (24), Michael Rohner (28), Max Meirandres (71), Nikolaus Senger (72), Josef Frank (95) |
| Sturm:        | Stephan Gottwald (4), Marcus Marsall (6), Robin Hanselko (8), Robert Schopf (11), Thomas Schenkel (13), Stephen Werner (14), Alan Reader (19), Philipp Quinlan (26), Mitch Stephens (27), Tommi Hannus (40), Marius Möchel (77), Fabian Zick (91), Florian Zeller (94) |
| Trainer:      | Franz Steer |

## Persönlichkeiten

### Spieler
- Manfred Ahne
- Markus Berwanger
- Rainer Blum
- Phil Bourque
- Claus Dalpiaz
- Dale Derkatch
- Ron Fischer
- Georg Franz
- Karl Friesen
- Philipp Grubauer
- Dieter Hegen
- Raimund Hilger
- Jim Hiller
- Ernst Höfner
- Jiří Holík
- Horst-Peter Kretschmer
- Udo Kießling
- Jürgen Lechl
- Vincent Lukáč
- Oldřich Macháč
- Rainer Makatsch
- Jamie Masters
- Robert Müller
- Norm Maracle
- Jaroslav Pouzar
- Joachim Reil
- Franz Reindl
- Joel Savage
- Thomas Schädler
- Peter Scharf
- Gordon Sherven
- Vladimír Vacátko
- Hans Zach
- Danijel Kovačič
- Florian Busch
- Tyler McNeely
- Dale Derkatch
- Simon Wenzel
- Doug Derraugh
- Max Vollmayer

### Trainer
- Petr Brdička
- Jiri Čapla
- Gerhard Kießling
- Hans Rampf
- Jano Starsi
- Xaver Unsinn
- Pavel Wohl
- Ernst Höfner
- Franz Steer
- Manuel Kofler
- John Sicinski

## Nachwuchsarbeit
Im deutschen Eishockey ist Rosenheim bekannt für gute und konsequente Nachwuchsarbeit. Bekanntestes Beispiel ist der am 21. Mai 2009 verstorbene, ehemalige Torhüter der deutschen Nationalmannschaft, Robert Müller. Des Weiteren stehen mit Florian Busch und Tobias Draxinger zwei Spieler im Meisterschaftskader der Eisbären Berlin, die zuvor in Rosenheim ausgebildet wurden. Ebenso feierte im Februar 2013 der gebürtige Rosenheimer Philipp Grubauer sein NHL-Debüt bei den Washington Capitals.
Trotz der finanziellen Probleme und der Zurückstufung in die Bezirksliga erhielten die Starbulls den Spielbetrieb ihrer Nachwuchsmannschaften aufrecht und stellen sogar ein Team in der höchsten Spielklasse für Jugendliche, der DNL. Wie erfolgreich die Nachwuchsarbeit auch in der Vergangenheit war, zeigt die Tatsache, dass im Kader der Saison 2005/06 nur Spieler standen, die entweder in Rosenheim geboren sind und/oder in einer Nachwuchsmannschaft für Rosenheim auf dem Eis standen.
In jüngster Vergangenheit konnte der Verein zwei Mal hintereinander die deutsche Meisterschaft in der Altersklasse „Schüler“ (U17 bzw. U16) für sich entscheiden, nämlich in der Saison 2016–2017 und 2017–2018. Infolgedessen wurde der Trainer der Mannschaft, Oliver Häusler, zum deutschen Nachwuchstrainer des Jahres 2019 gekürt und übernahm im selben Jahr die Nachfolge von Thomas Schädler als Leiter der Nachwuchsabteilung.
- DNL-Vizemeister 2006, 2011
- Deutscher Junioren-Meister 1986, 1989, 1990, 1994
- Deutscher Jugend-Rekordmeister (5)
- Deutscher Schüler-Rekordmeister (7)

## Stadion
Spielte man 1928 noch auf einer Spritzeisbahn, so begann man 1961 mit dem ersten Spatenstich am heutigen Kunsteisstadion. Eigentlich ist das Rosenheimer Eisstadion ein Schwarzbau, denn die Baugenehmigung wurde nachträglich erteilt. Vor der Überdachung 1973 war es ein Freiluftstadion, in dem 7300 Menschen Platz fanden. Jedoch gab es Spiele (z. B. das Aufstiegsspiel am 7. März 1975 gegen den Augsburger EV oder mehrmals in den 1980er Jahren), bei denen 10.000 Menschen im Stadion waren. Legendär dürfte damals die Aussage des Stadionsprechers gewesen sein: Sie werden niemals mehr die Gelegenheit bekommen so nah beieinander zu stehen! Die heutige Leimbinder-Konstruktion (kurze Zeit war sogar ein Luftkissendach im Gespräch) führte im Februar 2006 zu einer kurzzeitigen Sperre des Stadions, da hier angeblich der gleiche Leim verwendet wurde, wie bei der eingestürzten Eislaufhalle in Bad Reichenhall, jedoch bestätigte sich der Verdacht nicht.
Anfangs wurde das Stadion nach einem Limonadenhersteller „Frucade-Stadion“, später nach der Fleischwarenfirma „Marox“ benannt, bis es in den späten 1990er-Jahren den Namen „Städtisches Kathrein-Stadion“ erhielt. Ende 2015 lief der Namensvertrag aus und seit dem 1. Januar 2016 heißt die Spielstätte Städtisches Eisstadion. Im März 2016 wurde die Münchener Kaffeerösterei Emilo neuer Namensgeber. Seit dem 1. April des Jahres trug die Spielstätte den Namen emilo-Stadion. Seit dem 1. April 2019 heißt die Heimspielstätte der Starbulls ROFA-Stadion nach dem Hauptsponsor Rofa AG.